# خواکین عبدالله
خواکین عبدالله (انگلیسی: Joaquín Abdala؛ زادهٔ ۱۹ ژانویهٔ ۲۰۰۰) بازیکن فوتبال متولد شیلی اهل فلسطین است.
وی همچنین در تیم ملی فوتبال فلسطین بازی کرده است.